# جيش السلام
جيش السلام هو جيش مُصغر وهو بمثابة غرفة عمليات الجيش السوري الحر والفصائل التي تعمل في شمال وشرق سوريا بهدف مهاجمة الدولة الإسلامية في العراق والشام المتمركزة في الرقة.
اعتبارا من نهاية 2015 وبداية 2016، انضمت مكونات المجموعة لقوات سوريا الديمقراطية في جميع أنحاء سوريا.

## أيديولوجية
خلال البيان التأسيسي للواء التحرير في 12 أيلول/سبتمبر 2014، أعلن اللواء عن تأسيس المجموعة وقيل إنها ستكون ديمقراطية وستتكون من الشعب السوري وتعهدت المجموعة بالدفاع عن الحرية والحفاظ على وحدة الأراضي السورية. كما اَّدعت المجموعة أنها ستتبع «معايير عسكرية صارمة» في الانضباط واختيار القادة.

## المجموعات

### لواء أحرار الرقة
لواء الجهاد في سبيل الله هي مجموعة ثورية تعمل في شرق محافظة حلب. شُكلت على أساس أنها مجموعة فرعية من جبهة ثوار الرقة في أيلول/سبتمبر 2012 ولكنها انسحبت في وقت لاحق من الفريق. حارب لواء الجهاد الدولة الإسلامية في العراق والشام في شرق محافظة حلب؛ وانضم لحكومة المعارضة السورية في المنفى كما انضم للمجس الوطني السوري والمجلس العسكري الأعلى. أسَّس لواء الجهاد في سبيل الله مجموعة بركان الفرات وأصبحت غرفة عمليات خاصة به بتاريخ أيلول/سبتمبر 2014.
سُميت المجموعة لاحقا باسم لواء أحرار الرقة' ثم انضمت لقوات سوريا الديمقراطية في آذار/مارس 2016.

### لواء التحرير

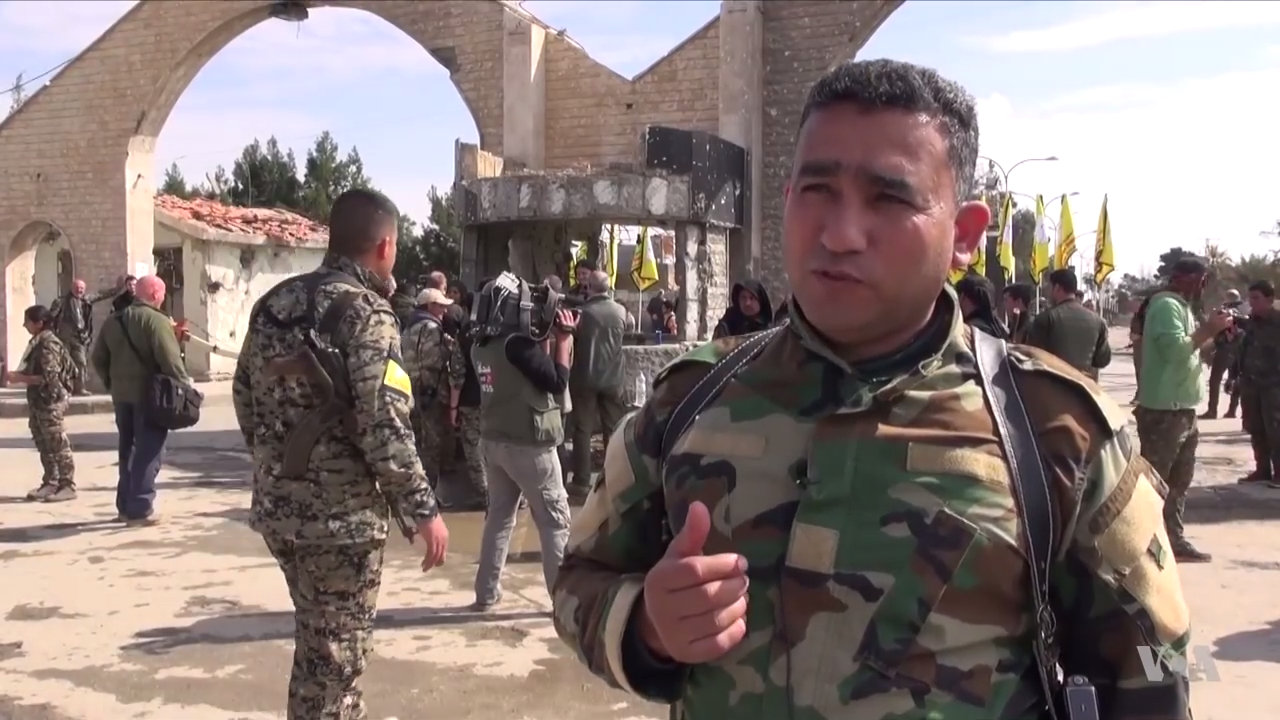
عبد الكريم عبيد قائد لواء التحرير في الشدادي بعد هجوم الشدادي في شباط/فبراير 2016

لواء التحرير هو لواء تابع للجيش السوري الحر؛ وهو مجموعة ثوار تشكلت في مدينة رأس العين وهي جزء من شمال محافظة الحسكة في 12 أيلول/سبتمبر 2014 بقيادة عبد الكريم عبيد المعروف أيضا باسم أبو محمد كفر زيتا القائد السابق لكتائب الفاروق. انضم اللواء لفرقة بركان الفرات وشكلا معاً غرفة عمليات بالتنسيق مع وحدات حماية الشعب في وقت قريب بعد تشكيلها. في منتصف عام 2015 شارك الفريق في هجوم تل أبيض على المعابر الحدودية مع أقجة قلعة.
في أوائل حزيران/يونيو 2016، تم تنصيب عبد الكريم عبيد كقائد للواء التحرير بعدما حضر جنازة القائد السابق أبو ليلى الذي قُتل خلال هجوم منبج في عين العرب.
في أيلول/سبتمبر 2016 اندلعت اشتباكات بسيطة بين وحدات حماية أعضاء لواء تحرير نظرا للتهميش الذي تعرضت له من عناصر قوات سورية الديمقراطية، في حين أكدت مصادر أخرى أن قياد هذه الأخيرة كانوا مستائين من الإدارة المدنية للمنطقة الكردية في شمال سوريا. نجم عن كل هذا تغيير الحكم السياسي في الجيش السوري الحر النمط. رفضت المجموعة أيضا محاربة القوات المسلحة التركية وحلفائها خلال عملية درع الفرات. وفي رسالة عبر فيديو موجهة إلى الولايات المتحدة قال القائد عبد الكريم عبيد إن هناك عمليات إصلاح لجيش موحد تحت سلطة القيادة المركزية الأمريكية وهدَّد بمغادرة قوات الدفاع الذاتي والانسحاب من تل أبيض إذا استمرت قوات سوريا الديمقراطية في الهيمنة على الائتلاف. وكرد على هذه التصريحات قامت فرضت وحدات حماية الشعب حصارا على القرى التي تسيطر عليها المجموعة. وبعد ساعات من الحادث فرَّ عبد الكريم عبيد والعشرات من مقاتليه عبر الحدود من تل أبيض إلى تركيا وأعلنوا عن انشقاقهم ثم أعلنوا عن هدنة مع الجيش التركي. في حين وصل ما بين 25 حتى 50 منهم إلى جرابلس ثم انشقوا مجددا لكن هذه المرة عن القوات التركية وقرروا المقاتلة إلى جانب قوات الدفاع الذاتي.
منذ تشرين الثاني/نوفمبر 2016، شارك لواء تحرير ضمن قوات الدفاع الذاتي في حملة الرقة بما في ذلك معركة الرقة منذ حزيران/يونيو 2017.